# جویس کیلمر

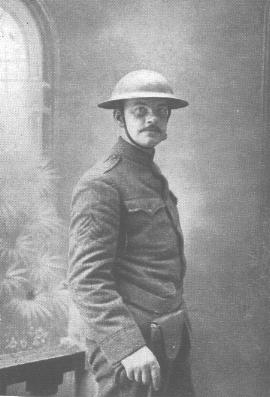
آلفرد جویس کیلمر

آلفرد جویس کیلمر (به انگلیسی: Alfred Joyce Kilmer) (زاده ۶ دسامبر ۱۸۸۶ - درگذشته ۳۰ ژوئیه ۱۹۱۸) روزنامه نگار، شاعر، منتقد ادبی، مدرس و ویراستار آمریکایی بود.
از سروده‌های معروف او می‌توان به شعر درخت اشاره کرد.